# Fernando Moner
Fernando Moner (sinh ngày 30 tháng 12 năm 1967) là một cầu thủ bóng đá người Argentina.

## Sự nghiệp câu lạc bộ
Fernando Moner đã từng chơi cho Yokohama Flügels và Yokohama FC.